# Jay Levey
Jay Levey (...) è un regista e produttore cinematografico statunitense.

## Biografia
Jay Levey è un regista e produttore noto per The Compleat Al e UHF - I vidioti .

## Filmografia
- The Compleat Al (1985)
- UHF - I vidioti (1989)
- The Legend of the Beverly Hillbillies (1993)
- Blues Story (2003)